# Google Buzz
Google Buzz (вимовляється «Ґуґл баз») — інструмент соціальної мережі, розроблений компанією «Google» і інтегрований в Gmail. За допомогою Google Buzz можна оперативно поширювати повідомлення, які містять посилання, фотографії і відео серед своїх друзів та/або серед необмеженого кола користувачів.
На момент виходу, Google Buzz інтегрований з Picasa, Flickr, Google Reader і Twitter.
На думку деяких аналітиків, створення Google Buzz — це спроба Google конкурувати з Twitter і Facebook.

## Критика сервісу
У середині лютого 2010 року до Google були подані позови про порушення деяких американських законів, що регулюють електронні комунікації. Зокрема, Google Buzz критикують за підключення користувачів до «нової соціальної мережі» та за доступ до списку контактів користувачів без їх згоди. Зі скаргою на ці порушення виступив також правозахисний дослідний центр EPIC.

## Закриття сервісу
14 жовтня 2011 року Бредлі Хоровиц повідомив [Архівовано 15 жовтня 2011 у Wayback Machine.] в офіційному блозі Google про закриття Google Buzz та Buzz API на цих днях. Замість підтримки Buzz зусилля будуть зосереджені на Google+. При цьому старі повідомлення будуть доступні в профілі і їх можна буде завантажити за допомогою Google Takeout [Архівовано 2 листопада 2011 у Wayback Machine.]. А ось створювати нові повідомлення більше не вийде.